# Lago Echo
El lago Echo  es un lago glaciar situado en las montañas Ruby, en el condado de Elko, en el noreste de Nevada, Estados Unidos. Se encuentra en la cabecera del remoto  cañón Echo, a una altitud de 2995 metros sobre el nivel del mar. Tiene una superficie de 11,7 hectáreas y una profundidad máxima de 47 metros, lo que le convierte en el lago más profundo de las montañas Ruby. Es la principal fuente del Echo Creek.